# Lonicera kansuensis
Lonicera kansuensis är en kaprifolväxtart som först beskrevs av Alexander Feodorowicz Batalin och Alfred Rehder, och fick sitt nu gällande namn av Antonina Ivanovna Pojarkova. Lonicera kansuensis ingår i släktet tryar, och familjen kaprifolväxter. Inga underarter finns listade i Catalogue of Life.